# ان‌جی‌سی ۳۰۵۴
ان‌جی‌سی ۳۰۵۴ (انگلیسی: NGC 3054) نام یک کهکشان در صورت فلکی مار باریک است.